# Ielîzavetove, Sakî
Ielîzavetove (în ucraineană Єлизаветове) este un sat în comuna Dobrușîne din raionul Sakî, Republica Autonomă Crimeea, Ucraina.

## Demografie
Componența lingvistică a localității Ielîzavetove
     Rusă (70,82%)
     Ucraineană (12,26%)
     Tătară crimeeană (8,25%)
     Alte limbi (0,22%)
Conform recensământului din 2001, majoritatea populației localității Ielîzavetove era vorbitoare de rusă (70,82%), existând în minoritate și vorbitori de ucraineană (12,26%) și tătară crimeeană (8,25%).